# Corregimiento
Corregimiento (z hiszp.) – w okresie kolonialnym terytorium znajdujące się pod administracją jednego urzędnika, ściągającego podatki od autochtonicznej ludności (Indian).